# Grand Prix automobile d'Espagne 2010
GP précédent GP suivant
Le Grand Prix automobile d'Espagne 2010 (Formula 1 Gran Premio de España Telefónica 2010), disputé sur le Circuit de Catalogne le 9 mai 2010, est la quarantième édition du Grand Prix, la 825e épreuve du championnat du monde de Formule 1 courue depuis 1950 et la cinquième manche du championnat 2010.

## Essais libres

### Vendredi matin
| Pos. | Pilote             | Voiture          | Chrono         | Écart     |
| ---- | ------------------ | ---------------- | -------------- | --------- |
| 1    | Lewis Hamilton     | McLaren-Mercedes | 1 min 21 s 134 |           |
| 2    | Jenson Button      | McLaren-Mercedes | 1 min 21 s 672 | + 0 s 538 |
| 3    | Michael Schumacher | Mercedes         | 1 min 21 s 716 | + 0 s 582 |
| 4    | Mark Webber        | Red Bull-Renault | 1 min 22 s 011 | + 0 s 877 |
| 5    | Sebastian Vettel   | Red Bull-Renault | 1 min 22 s 026 | + 0 s 892 |
| 6    | Nico Rosberg       | Mercedes         | 1 min 22 s 070 | + 1 s 396 |

- Notes : 
  - Christian Klien, nommé pilote essayeur chez HRT, a reçu sa super-licence juste avant le début de la séance et a ainsi pu remplacer Karun Chandhok lors de cette séance d'essais. Il a devancé son coéquipier titulaire Bruno Senna d'une demi-seconde.
  - Paul di Resta, pilote essayeur chez Force India, a remplacé Adrian Sutil lors de cette séance d'essais. Il a devancé son coéquipier titulaire Vitantonio Liuzzi de deux dixièmes de seconde.

### Vendredi après-midi

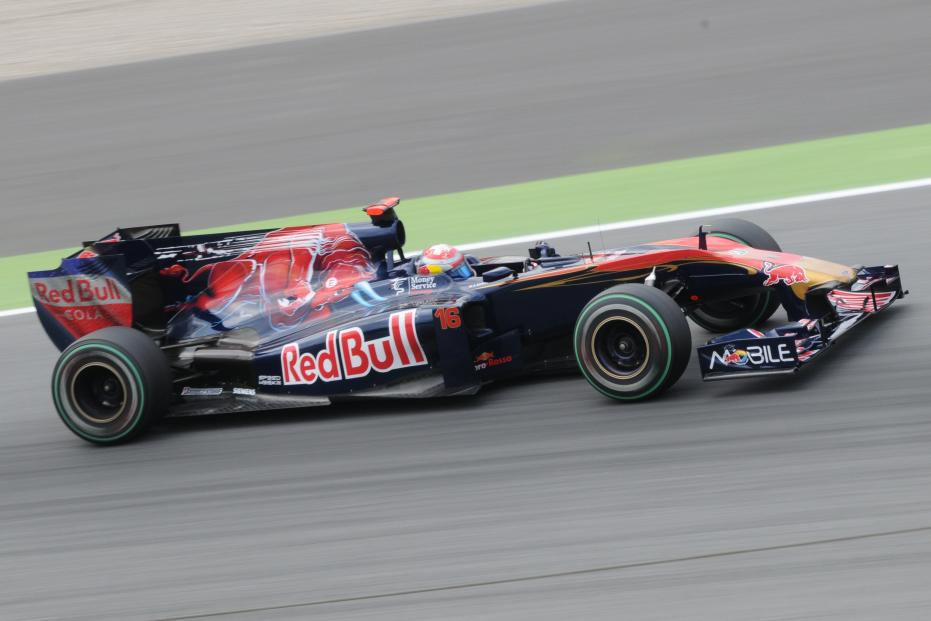
Sébastien Buemi lors des essais libres du GP d'Espagne

| Pos. | Pilote             | Voiture          | Chrono         | Écart     |
| ---- | ------------------ | ---------------- | -------------- | --------- |
| 1    | Sebastian Vettel   | Red Bull-Renault | 1 min 19 s 965 |           |
| 2    | Mark Webber        | Red Bull-Renault | 1 min 20 s 175 | + 0 s 201 |
| 3    | Michael Schumacher | Mercedes         | 1 min 20 s 757 | + 0 s 792 |
| 4    | Fernando Alonso    | Ferrari          | 1 min 20 s 819 | + 0 s 854 |
| 5    | Lewis Hamilton     | McLaren-Mercedes | 1 min 21 s 191 | + 1 s 226 |
| 6    | Robert Kubica      | Renault          | 1 min 21 s 202 | + 1 s 237 |

### Samedi matin

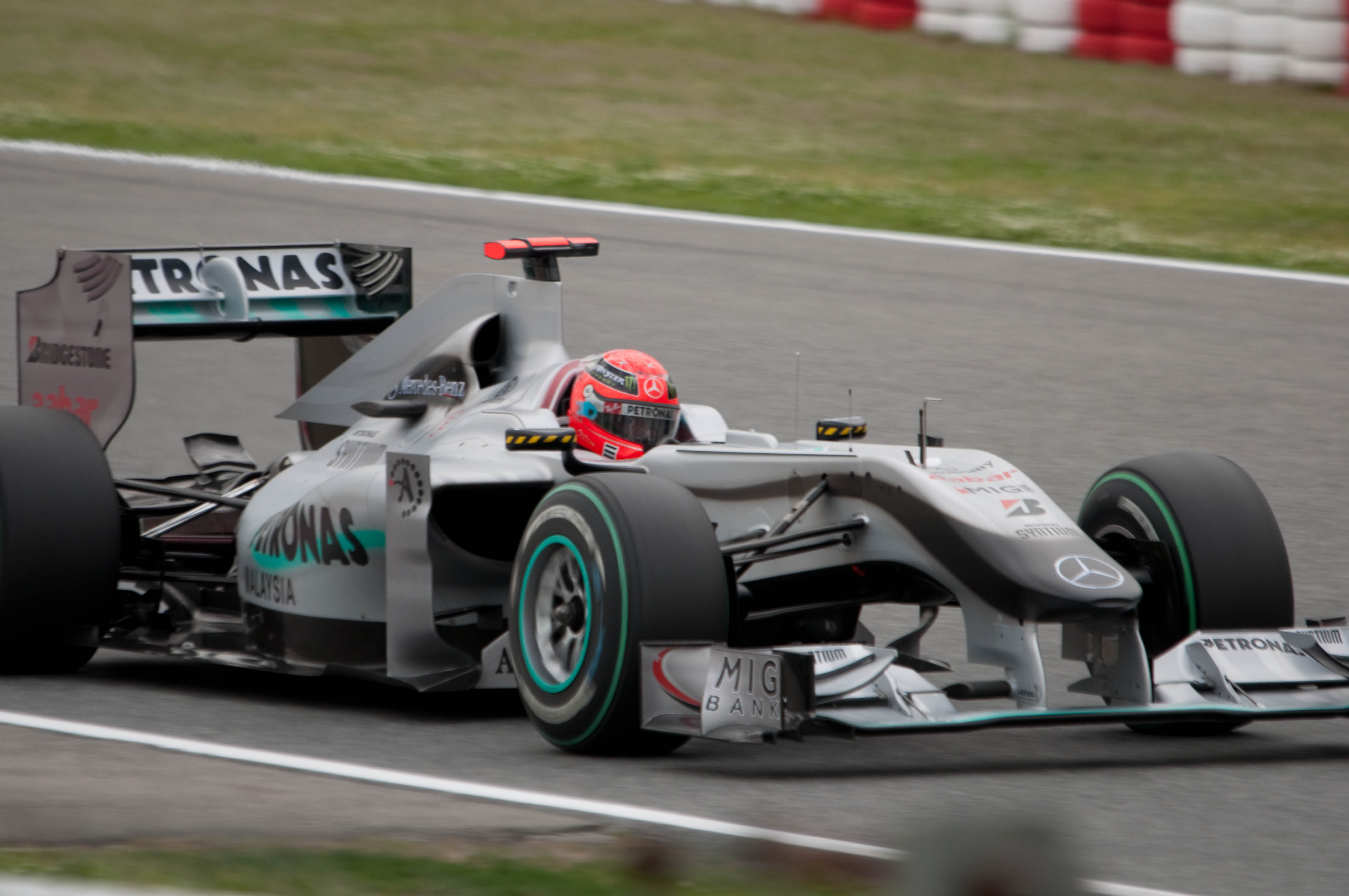
Michael Schumacher lors du GP d'Espagne

| Pos. | Pilote             | Voiture          | Chrono         | Écart     |
| ---- | ------------------ | ---------------- | -------------- | --------- |
| 1    | Sebastian Vettel   | Red Bull-Renault | 1 min 20 s 528 |           |
| 2    | Mark Webber        | Red Bull-Renault | 1 min 21 s 232 | + 0 s 704 |
| 3    | Lewis Hamilton     | McLaren-Mercedes | 1 min 21 s 348 | + 0 s 820 |
| 4    | Jenson Button      | McLaren-Mercedes | 1 min 21 s 376 | + 0 s 848 |
| 5    | Michael Schumacher | Mercedes         | 1 min 21 s 583 | + 1 s 055 |
| 6    | Felipe Massa       | Ferrari          | 1 min 21 s 749 | + 1 s 221 |

## Grille de départ

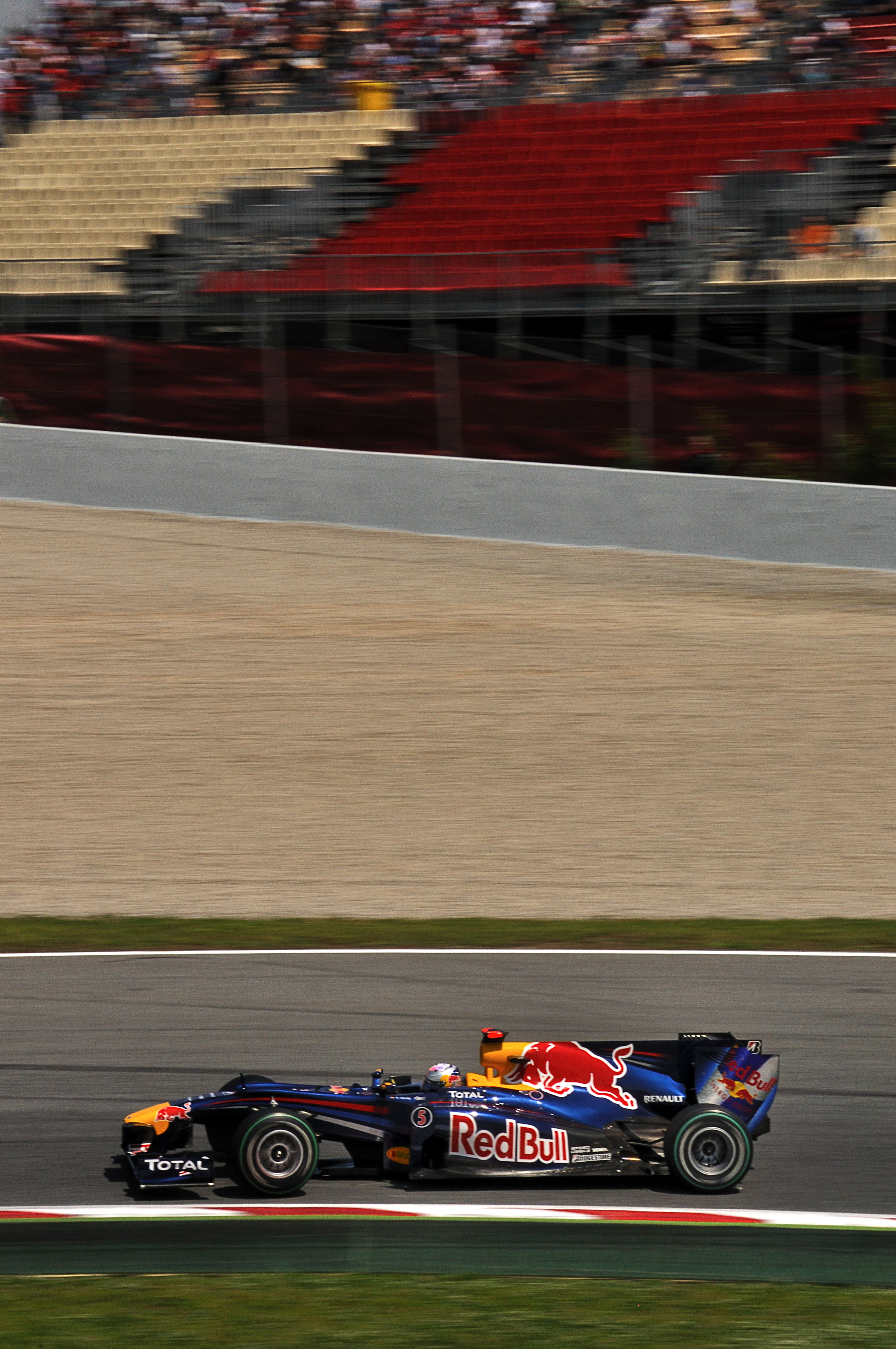
Sebastian Vettel au GP d'Espagne 2010

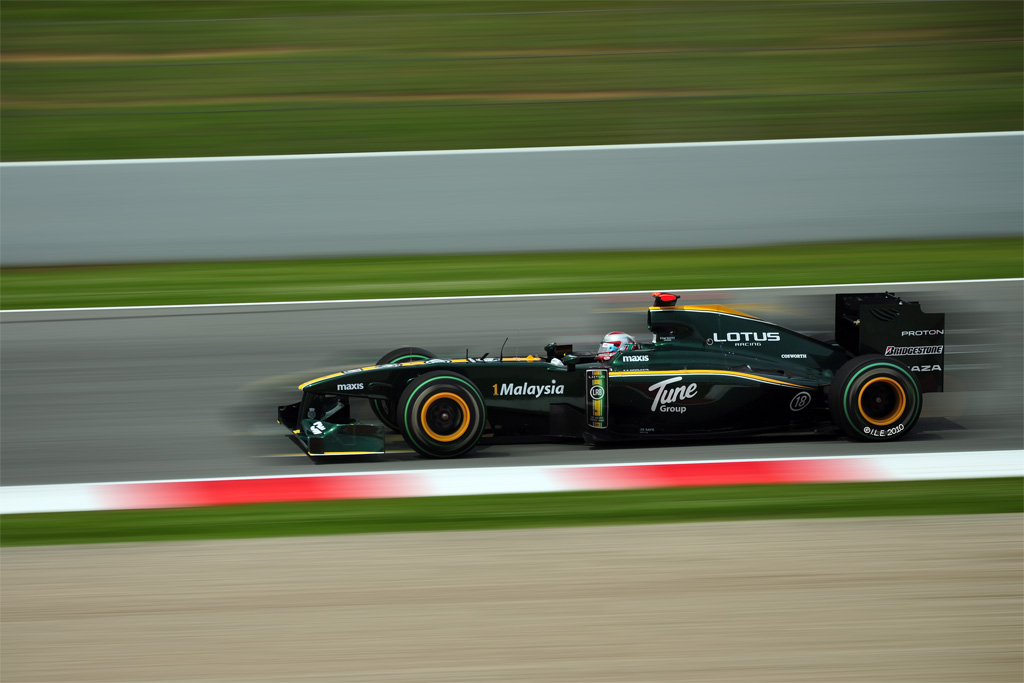
Jarno Trulli lors du GP d'Espagne

| Pos. | Pilote             | Écurie               | Qualifications 1 | Qualifications 2 | Qualifications 3 |
| ---- | ------------------ | -------------------- | ---------------- | ---------------- | ---------------- |
| 1    | Mark Webber        | Red Bull-Renault     | 1 min 21 s 412   | 1 min 20 s 655   | 1 min 19 s 995   |
| 2    | Sebastian Vettel   | Red Bull-Renault     | 1 min 21 s 680   | 1 min 20 s 772   | 1 min 20 s 101   |
| 3    | Lewis Hamilton     | McLaren-Mercedes     | 1 min 21 s 723   | 1 min 21 s 415   | 1 min 20 s 829   |
| 4    | Fernando Alonso    | Ferrari              | 1 min 21 s 957   | 1 min 21 s 549   | 1 min 20 s 937   |
| 5    | Jenson Button      | McLaren-Mercedes     | 1 min 21 s 915   | 1 min 21 s 168   | 1 min 20 s 991   |
| 6    | Michael Schumacher | Mercedes             | 1 min 22 s 528   | 1 min 21 s 557   | 1 min 21 s 294   |
| 7    | Robert Kubica      | Renault              | 1 min 22 s 488   | 1 min 21 s 599   | 1 min 21 s 353   |
| 8    | Nico Rosberg       | Mercedes             | 1 min 22 s 419   | 1 min 21 s 867   | 1 min 21 s 408   |
| 9    | Felipe Massa       | Ferrari              | 1 min 22 s 564   | 1 min 21 s 841   | 1 min 21 s 585   |
| 10   | Kamui Kobayashi    | BMW Sauber-Ferrari   | 1 min 22 s 577   | 1 min 21 s 725   | 1 min 21 s 984   |
| 11   | Adrian Sutil       | Force India-Mercedes | 1 min 22 s 628   | 1 min 21 s 985   |                  |
| 12   | Pedro de la Rosa   | BMW Sauber-Ferrari   | 1 min 22 s 211   | 1 min 22 s 026   |                  |
| 13   | Nico Hülkenberg    | Williams-Cosworth    | 1 min 22 s 857   | 1 min 22 s 131   |                  |
| 14   | Sébastien Buemi    | Toro Rosso-Ferrari   | 1 min 22 s 699   | 1 min 22 s 191   |                  |
| 15   | Jaime Alguersuari  | Toro Rosso-Ferrari   | 1 min 22 s 593   | 1 min 22 s 207   |                  |
| 16   | Vitantonio Liuzzi  | Force India-Mercedes | 1 min 23 s 084   | 1 min 22 s 854   |                  |
| 17   | Rubens Barrichello | Williams-Cosworth    | 1 min 23 s 125   |                  |                  |
| 18   | Jarno Trulli       | Lotus-Cosworth       | 1 min 24 s 674   |                  |                  |
| 19   | Vitaly Petrov      | Renault              | 1 min 22 s 976   | 1 min 22 s 139   |                  |
| 20   | Heikki Kovalainen  | Lotus-Cosworth       | 1 min 24 s 748   |                  |                  |
| 21   | Bruno Senna        | HRT-Cosworth         | 1 min 27 s 122   |                  |                  |
| 22   | Timo Glock         | Virgin-Cosworth      | 1 min 25 s 475   |                  |                  |
| 23   | Lucas di Grassi    | Virgin-Cosworth      | 1 min 25 s 556   |                  |                  |
| 24   | Karun Chandhok     | HRT-Cosworth         | 1 min 26 s 750   |                  |                  |

- Notes :
  - Timo Glock, 21e temps des qualifications et Lucas di Grassi, 22e temps des qualifications, ont été rétrogradés de 5 places pour non communication des rapports de boîtes de vitesses aux commissaires de course.
  - Vitaly Petrov, 14e temps des qualifications et Karun Chandhok 23e temps des qualifications, ont été rétrogradés de 5 places pour changement de boîte de vitesses.
  - Heikki Kovalainen, 20e temps des qualifications, ne prend part à la course en raison d'un problème de boîte de vitesses.

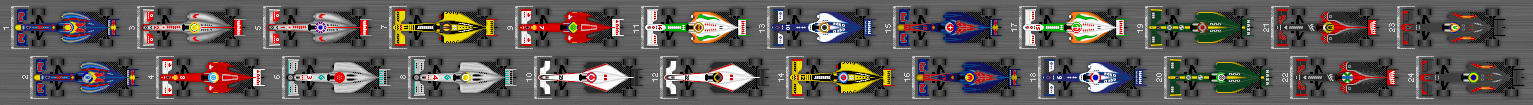
La grille de qualification du Grand Prix.

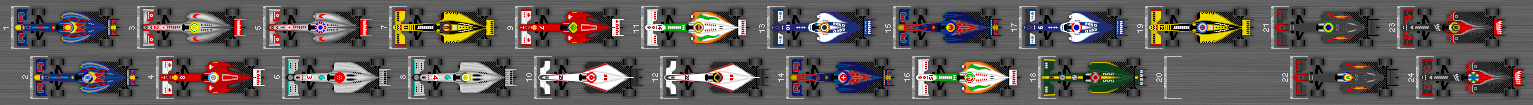
La grille de départ du Grand Prix.

## Course

### Déroulement de l'épreuve

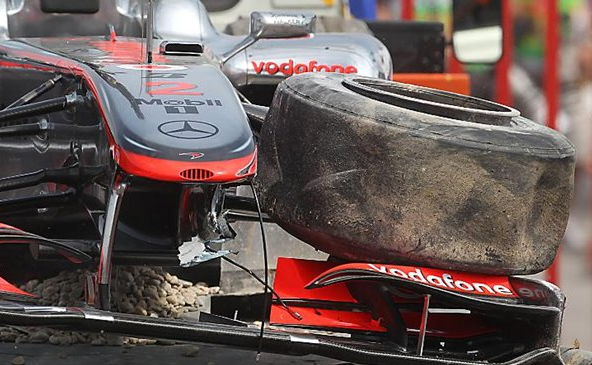
Lewis Hamilton abandonne à la suite de la rupture d'une jante alors qu'il était second de la course

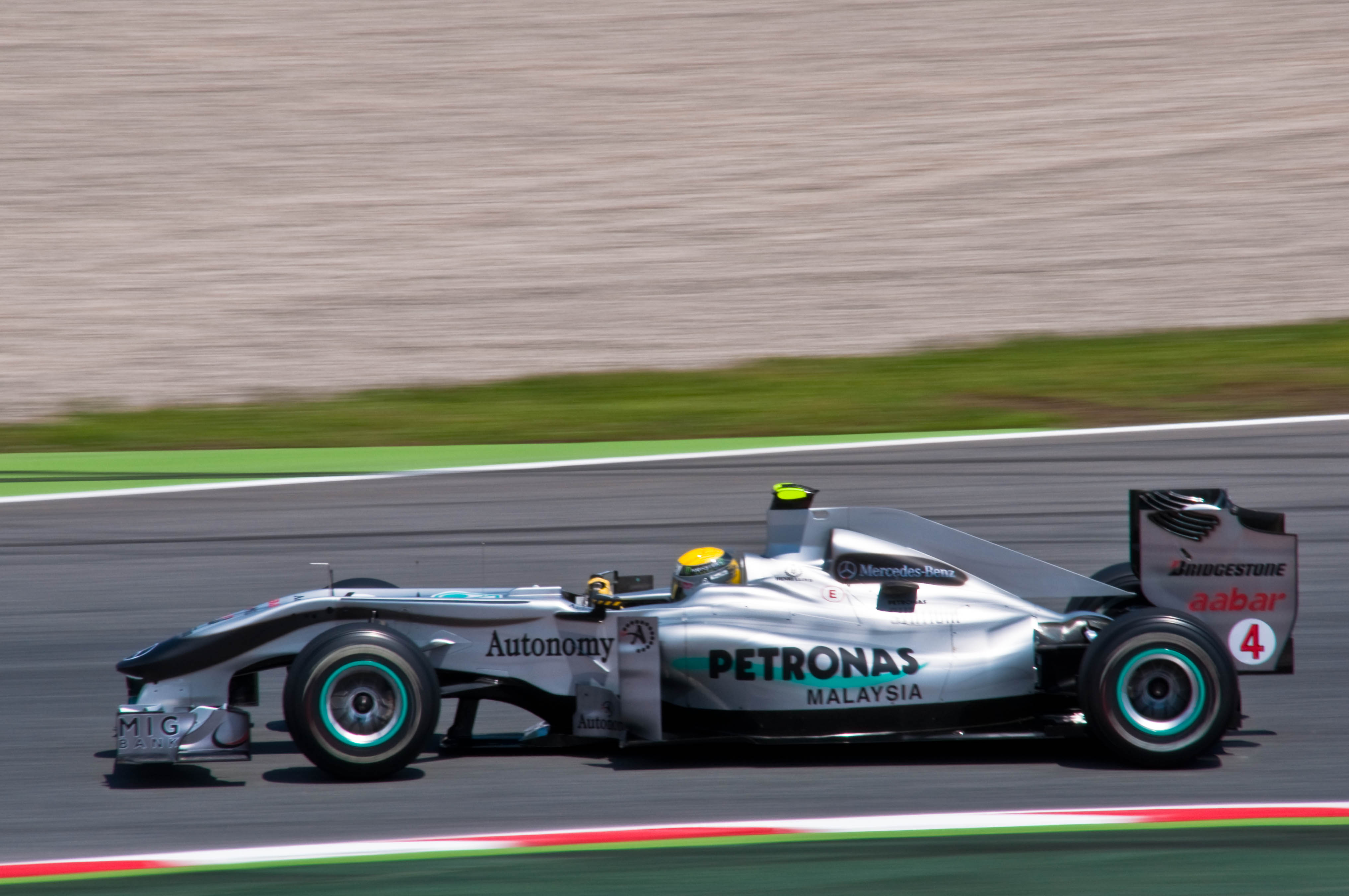
Nico Rosberg au Grand Prix d'Espagne 2010

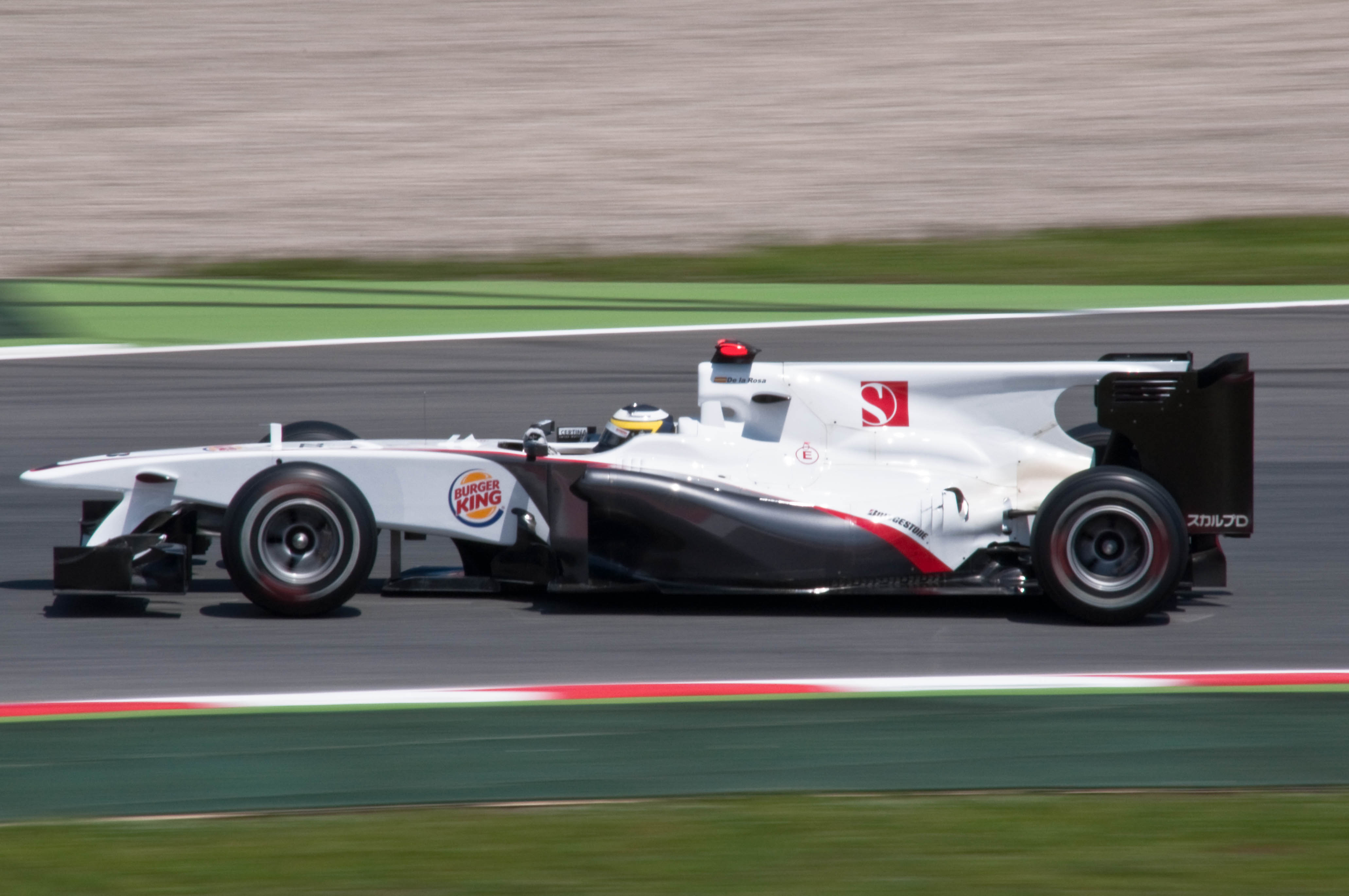
Pedro de la Rosa est contraint à l'abandon au Grand Prix d'Espagne 2010

La météo est belle au moment du départ, avec 34 °C sur la piste et 20 °C dans l'air pour 45 % d’humidité. Heikki Kovalainen ne prend pas le départ à cause d'une casse moteur. Les deux pilotes Red Bull prennent un très bon départ, Mark Webber conservant l’avantage procuré par sa pole position. Robert Kubica et Kamui Kobayashi se touchent légèrement et obligent Nico Rosberg à quitter la piste pour éviter un contact : les trois rivaux perdent de nombreuses places. Bruno Senna abandonne, encastré dans le muret de pneumatiques au fond d’un bac à sable tandis que l’Espagnol Pedro de la Rosa doit passer par les stands pour changer un pneumatique crevé à l’arrière gauche après une touchette avec Sebastien Buemi. Après deux tours de course, Webber est en tête devant Sebastian Vettel, Lewis Hamilton, Fernando Alonso, Jenson Button, Michael Schumacher, Felipe Massa, Adrian Sutil, Jaime Alguersuari et Kubica.
Alors que Webber a près de deux secondes d’avance sur son équipier, Kubica met la pression sur Alguersuari. Vitantonio Liuzzi rentre aux stands au 13e tour pour changer de pneus et revient en piste à hauteur de Sébastien Buemi et Jarno Trulli : Buemi tente alors de dépasser Liuzzi, sort dans l’échappatoire et revient brusquement reprendre sa place en piste : il est pénalisé d'un drive-through.
Massa et Schumacher entrent peu après chausser des pneus durs alors qu’il reste 50 tours à couvrir. Rosberg fait de même mais repart avant que ses mécaniciens n’aient serré son dernier écrou de roue : ils doivent le ramener à hauteur de son stand, ce qui le propulse encore plus loin au classement. Vettel, Alonso, Button et Kubica passent à leur tour aux stands : Schumacher se défait de Button dans le premier virage tandis que Vettel perd deux secondes sur ses rivaux.
Webber, toujours leader, s’arrête à son tour tandis qu’Hamilton prend le dessus sur Vettel pour le gain de la seconde place. Button tente de dépasser, sans succès, Schumacher qui lui oppose une belle résistance. De la Rosa abandonne alors que Massa fait la jonction avec duo Schumacher-Button, qui perdent du temps dans leur affrontement. Peu après, le Brésilien perd une ailette d’aileron à la suite d'une touchette avec une Lotus, sans conséquence pour le pilote Ferrari.
Webber hausse le rythme, tournant en une demi-seconde de moins au tour qu’Hamilton, son plus proche poursuivant. Alguersuari, en se rabattant trop tôt, accroche Karun Chandhok qui perd son aileron avant, rejoint les stands pour en changer puis abandonne dans au tour suivant. Le pilote espagnol est alors sanctionné par un drive-through. 
La bataille fait rage pour la 12e place que se disputent Nico Hülkenberg, Vitaly Petrov et Kamui Kobayashi. Buemi abandonne alors qu’il ne reste plus que 20 tours. Rosberg, 16e après un changement de pneumatiques, perd beaucoup de temps en essayant de dépasser Hülkenberg. A dix tours du but, Vettel repasse au stand pour essayer de résoudre un problème au niveau de son système de freinage, chausse un train de pneus tendres neuf et chute en quatrième position devant Schumacher, Button, Massa, Sutil, Kubica et Barrichello, Webber conservant la tête devant Hamilton et Alonso. Alonso est le plus rapide en piste alors que Vettel doit réduire son rythme, toujours en proie à des problèmes de freinage : il perd deux secondes au tour sur Alonso. 
A seulement deux tours du drapeau à damiers, Hamilton, second, tape le mur à la suite de la casse de la jante de sa roue avant gauche. Mark Webber franchit la ligne d’arrivée en vainqueur alors que le public espagnol acclame Alonso, deuxième, Vettel complétant le podium. Schumacher conserve sa position devant Button, Massa, Sutil, Kubica, Barrichello et Alguersuari qui récupère le point de la dixième place.

### Classement de la course

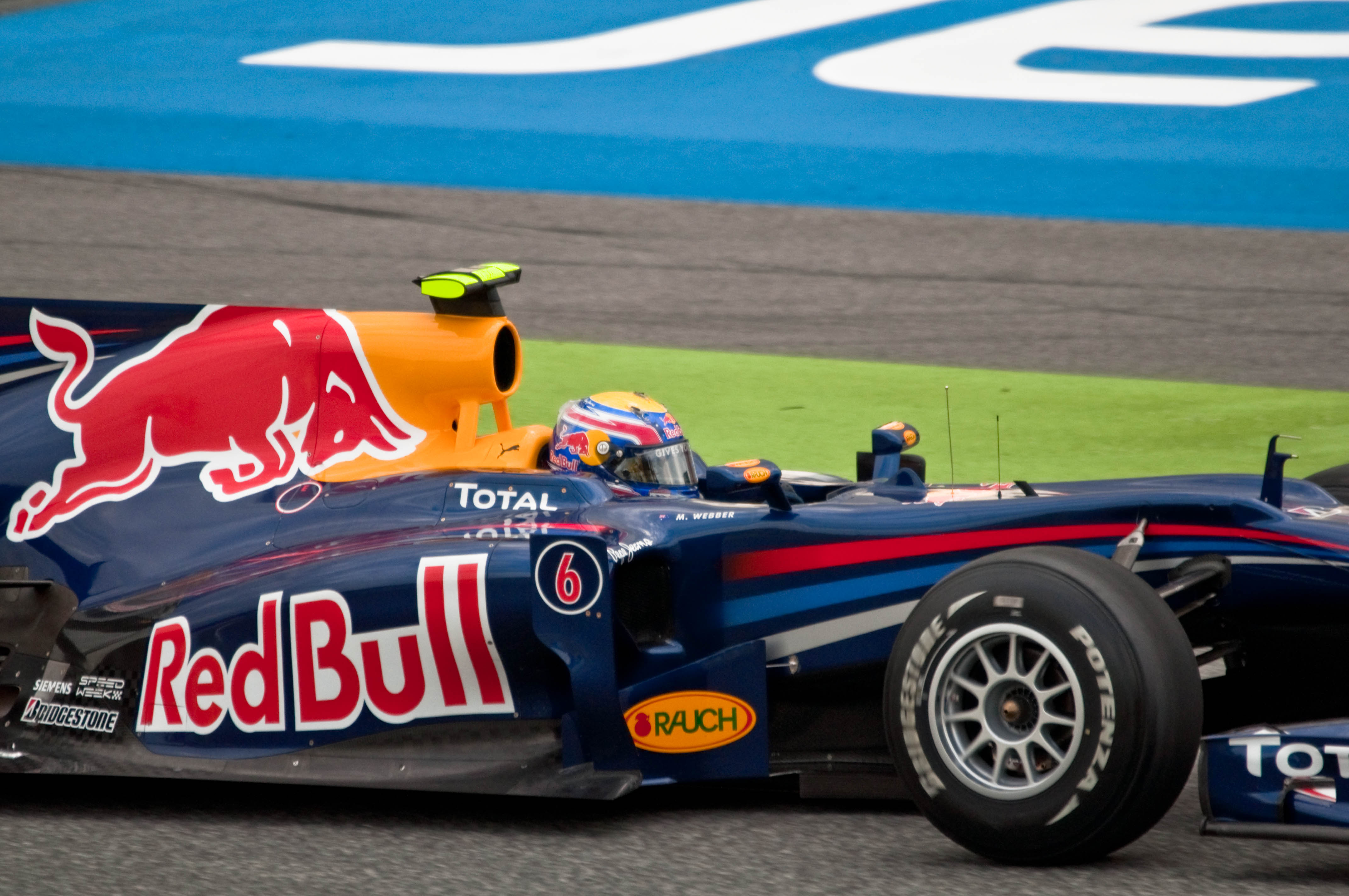
Mark Webber remporte la troisième victoire de sa carrière au GP d'Espagne 2010

| Pos. | no | Pilote             | Écurie               | Tours | Temps/Abandon                                | Grille | Points |
| ---- | -- | ------------------ | -------------------- | ----- | -------------------------------------------- | ------ | ------ |
| 1    | 6  | Mark Webber        | Red Bull-Renault     | 66    | 1 h 35 min 44 s 101 (192,471 km/h)           | 1      | 25     |
| 2    | 8  | Fernando Alonso    | Ferrari              | 66    | + 24 s 065                                   | 4      | 18     |
| 3    | 5  | Sebastian Vettel   | Red Bull-Renault     | 66    | + 51 s 338                                   | 2      | 15     |
| 4    | 3  | Michael Schumacher | Mercedes             | 66    | + 1 min 02 s 195                             | 6      | 12     |
| 5    | 1  | Jenson Button      | McLaren-Mercedes     | 66    | + 1 min 03 s 728                             | 5      | 10     |
| 6    | 7  | Felipe Massa       | Ferrari              | 66    | + 1 min 05 s 767                             | 9      | 8      |
| 7    | 14 | Adrian Sutil       | Force India-Mercedes | 66    | + 1 min 12 s 941                             | 11     | 6      |
| 8    | 11 | Robert Kubica      | Renault              | 66    | + 1 min 13 s 677                             | 7      | 4      |
| 9    | 9  | Rubens Barrichello | Williams-Cosworth    | 65    | + 1 tour                                     | 17     | 2      |
| 10   | 17 | Jaime Alguersuari  | Toro Rosso-Ferrari   | 65    | + 1 tour                                     | 15     | 1      |
| 11   | 12 | Vitaly Petrov      | Renault              | 65    | + 1 tour                                     | 19     |        |
| 12   | 23 | Kamui Kobayashi    | BMW Sauber-Ferrari   | 65    | + 1 tour                                     | 10     |        |
| 13   | 4  | Nico Rosberg       | Mercedes             | 65    | + 1 tour                                     | 8      |        |
| 14   | 2  | Lewis Hamilton     | McLaren-Mercedes     | 64    | Accident à la suite d'une casse de jante     | 3      |        |
| 15   | 15 | Vitantonio Liuzzi  | Force India-Mercedes | 64    | Panne d'essence                              | 16     |        |
| 16   | 10 | Nico Hülkenberg    | Williams-Cosworth    | 64    | +2 tours                                     | 13     |        |
| 17   | 18 | Jarno Trulli       | Lotus-Cosworth       | 63    | +3 tours                                     | 18     |        |
| 18   | 24 | Timo Glock         | Virgin-Cosworth      | 63    | +3 tours                                     | 22     |        |
| 19   | 25 | Lucas di Grassi    | Virgin-Cosworth      | 62    | +4 tours                                     | 23     |        |
| Abd. | 16 | Sébastien Buemi    | Toro Rosso-Ferrari   | 44    | Hydraulique                                  | 15     |        |
| Abd. | 20 | Karun Chandhok     | HRT-Cosworth         | 30    | Suspension cassée à la suite d'une collision | 23     |        |
| Abd. | 22 | Pedro de la Rosa   | BMW Sauber-Ferrari   | 20    | Direction cassée à la suite d'une collision  | 22     |        |
| Abd. | 21 | Bruno Senna        | HRT-Cosworth         | 3     | Sortie de piste                              | 24     |        |
| Np.  | 19 | Heikki Kovalainen  | Lotus-Cosworth       | -     | Boîte de vitesses                            | 20     |        |

### Pole position et record du tour
- Pole position :  Mark Webber (Red Bull-Renault) en 1 min 19 s 995 (209,488 km/h).
- Meilleur tour en course :  Lewis Hamilton (McLaren-Mercedes) en 1 min 24 s 357 (198,656 km/h) au cinquante-neuvième tour.

### Tours en tête
- Mark Webber (Red Bull-Renault) : 66 tours (1-66)

## Classements généraux à l'issue de la course
| Pos. | Pilote             | Écurie               | Points |
| ---- | ------------------ | -------------------- | ------ |
| 1    | Jenson Button      | McLaren-Mercedes     | 70     |
| 2    | Fernando Alonso    | Ferrari              | 67     |
| 3    | Sebastian Vettel   | Red Bull-Renault     | 60     |
| 4    | Mark Webber        | Red Bull-Renault     | 53     |
| 5    | Nico Rosberg       | Mercedes             | 50     |
| 6    | Lewis Hamilton     | McLaren-Mercedes     | 49     |
| 7    | Felipe Massa       | Ferrari              | 49     |
| 8    | Robert Kubica      | Renault              | 44     |
| 9    | Michael Schumacher | Mercedes             | 22     |
| 10   | Adrian Sutil       | Force India-Mercedes | 16     |
| 11   | Vitantonio Liuzzi  | Force India-Mercedes | 8      |
| 12   | Rubens Barrichello | Williams-Cosworth    | 7      |
| 13   | Vitaly Petrov      | Renault              | 6      |
| 14   | Jaime Alguersuari  | Toro Rosso-Ferrari   | 3      |
| 15   | Nico Hülkenberg    | Williams-Cosworth    | 1      |

| Pos. | Écurie               | Points |
| ---- | -------------------- | ------ |
| 1    | McLaren-Mercedes     | 119    |
| 2    | Ferrari              | 116    |
| 3    | Red Bull-Renault     | 113    |
| 4    | Mercedes             | 72     |
| 5    | Renault              | 50     |
| 6    | Force India-Mercedes | 24     |
| 7    | Williams-Cosworth    | 8      |
| 8    | Toro Rosso-Ferrari   | 3      |

## Statistiques
- 3e pole position de sa carrière pour Mark Webber.
- 3e victoire de sa carrière pour Mark Webber.
- 1er Grand Prix mené de bout en bout par Mark Webber.
- 5e pole position consécutive pour l'écurie Red Bull Racing.
- 8e victoire pour Red Bull Racing en tant que constructeur.
- 123e victoire pour Renault en tant que motoriste.
- Après être passé au pesage, Mark Webber, vainqueur à Barcelone, a jeté son casque dans la tribune principale du circuit de Barcelone pour l’offrir à un spectateur.
- Derek Warwick (146 départs en Grands Prix de Formule 1 dont 2 meilleurs tours en course et 4 podiums, vainqueur des 24 Heures du Mans 1992) a été nommé par la FIA conseiller pour aider dans leurs jugements le groupe des commissaires de course lors de ce Grand Prix.